# Österreichische Judo-Damen-Mannschaftsmeisterschaft 2012
Die Österreichische Judo-Damen-Mannschaftsmeisterschaft 2012 ermittelte zum 32. Mal den Österreichischen Mannschaftsmeisters im Judo. Sie wurde vom Österreichischen Judoverband ausgetragen. Sieger war zum 1. Mal der Vereinsgeschichte der JZ Innsbruck.

## Tabelle
| Position | Mannschaft      | # | Ort               | Quelle |
| -------- | --------------- | - | ----------------- | ------ |
| 1        | JZ Innsbruck    | 4 | Innsbruck         | [ 2 ]  |
| 2        | UJZ Mühlviertel | 4 | Niederwaldkirchen | [ 3 ]  |
| 3        | Galaxy Tigers   | 3 | Perchtoldsdorf    | [ 3 ]  |
| 3        | JU Pinzgau      | 3 | Rauris            | [ 3 ]  |
| 5        | JT Shia-do      | 2 | Wiener Neustadt   | [ 3 ]  |
| 5        | PSV Salzburg    | 2 | Salzburg          | [ 3 ]  |

Stand: 2025-02-07

## Begegnungen
| Round             | Datum             | Mannschaft 1    | Ergebnis 1 | Ergebnis 2 | Mannschaft 2    | Quelle |
| ----------------- | ----------------- | --------------- | ---------- | ---------- | --------------- | ------ |
| Gruppe A Vorrunde | 02. November 2012 | JT Shia-do      | 1          | 4          | UJZ Mühlviertel | [ 4 ]  |
| Gruppe A Vorrunde | 02. November 2012 | JU Pinzgau      | 3          | 2          | JT Shia-do      | [ 3 ]  |
| Gruppe A Vorrunde | 02. November 2012 | JU Pinzgau      |            |            | UJZ Mühlviertel | [ 3 ]  |
| Gruppe B Vorrunde | 02. November 2012 | JZ Innsbruck    | 5          | 0          | PSV Salzburg    | [ 5 ]  |
| Gruppe B Vorrunde | 02. November 2012 | JZ Innsbruck    | 5          | 0          | Galaxy Tigers   | [ 4 ]  |
| Gruppe B Vorrunde | 02. November 2012 | Galaxy Tigers   |            |            | PSV Salzburg    | [ 3 ]  |
| Halbfinale        | 02. November 2012 | JZ Innsbruck    | 3          | 2          | JU Pinzgau      | [ 3 ]  |
| Halbfinale        | 02. November 2012 | UJZ Mühlviertel |            |            | Galaxy Tigers   | [ 3 ]  |
| Finale            | 02. November 2012 | JZ Innsbruck    | 3          | 2          | UJZ Mühlviertel | [ 3 ]  |

## Kader des österreichischen Meisters
| Name                    | Mannschaft   | Quelle |
| ----------------------- | ------------ | ------ |
| Bernadette Graf         | JZ Innsbruck | [ 3 ]  |
| Marie-Christin Scheff * | JZ Innsbruck | [ 3 ]  |
| Kathrin Unterwurzacher  | JZ Innsbruck | [ 3 ]  |
| Renate Wassermann       | JZ Innsbruck | [ 5 ]  |
| Kathrin Told            | JZ Innsbruck | [ 5 ]  |
| Jennifer Schranz        | JZ Innsbruck | [ 5 ]  |